# 청구중학교 축구부
청구중학교 축구부는 대구광역시에 위치한 청구중학교의 축구부이다. 청구중학교가 운영하는 축구부로 1973년에 창단  하였다.

## 같이 보기
- 청구중학교